# 世界の最低気温記録

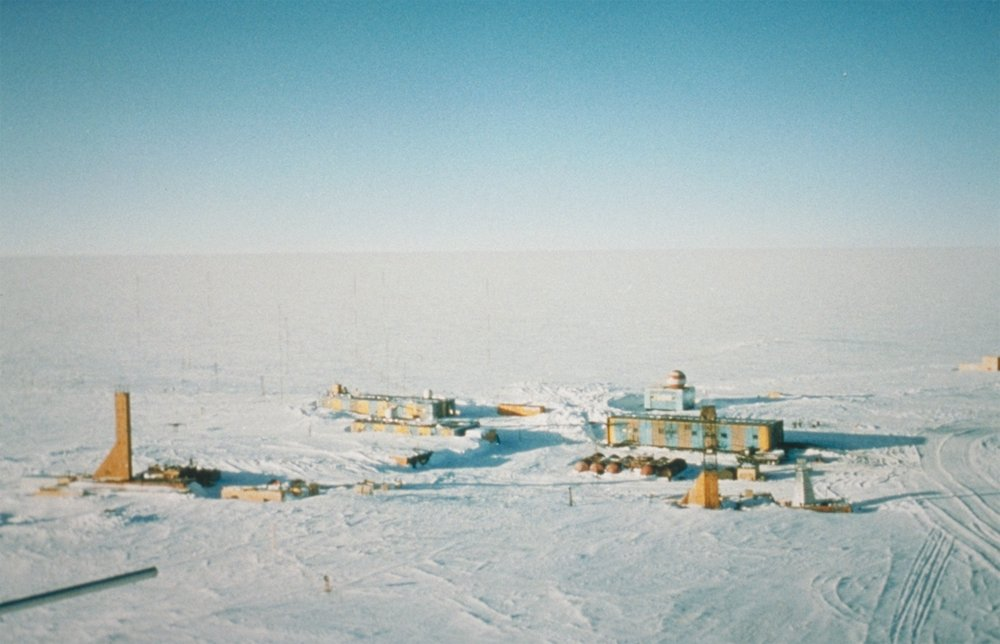
直接観測での世界の観測史上最低気温の記録を保持しているボストーク基地

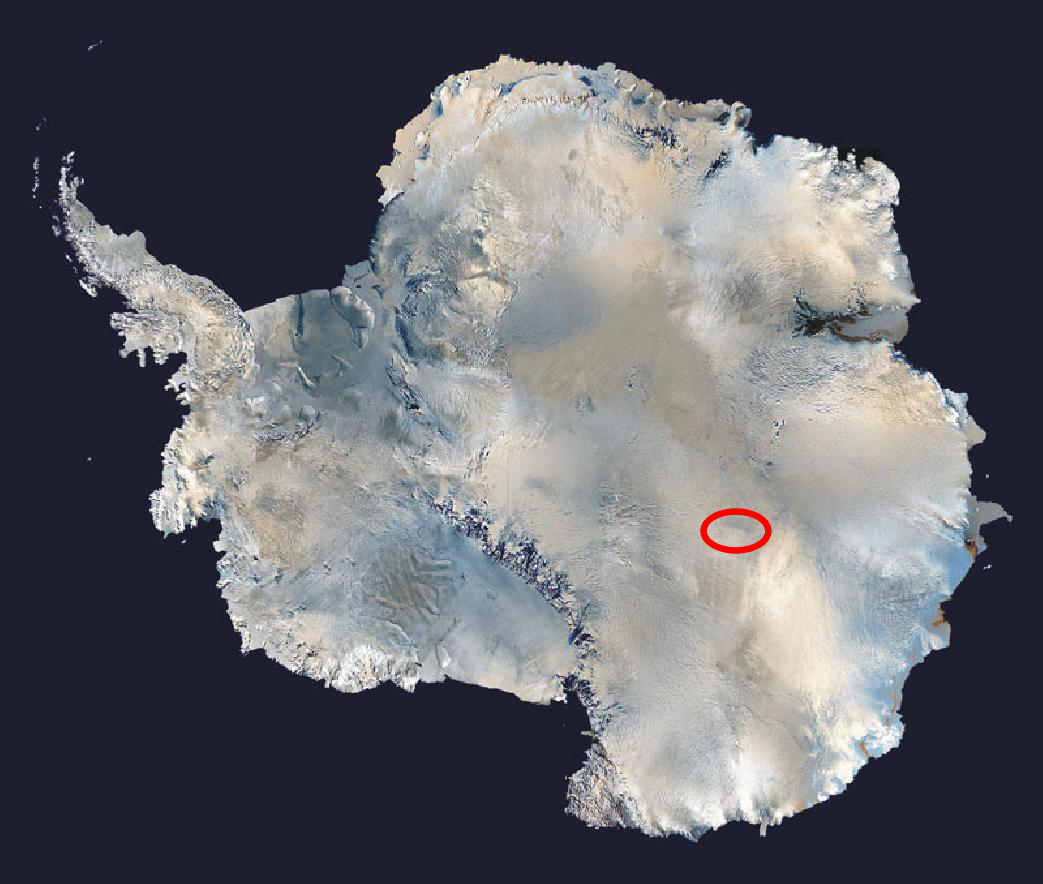
南極大陸でのボストーク基地の位置

直接地上で観測された世界の最低気温記録は−89.2 °C (−128.6 °F; 184.0 K)で、1983年7月21日に南極大陸にあるソビエト連邦のボストーク基地で記録された。
一方、1982年から2013年にかけて行われた南極大陸における地表面温度の人工衛星による観測では、2010年8月10日にドームA近傍の南緯81度48分 東経59度18分 / 南緯81.8度 東経59.3度の地点で観測された−93.2 °C (−135.8 °F)が最低温度となった。この温度は気温と直接比較することはできないが、この地点における気温は公式な観測史上最低気温の−89.2 °C (−128.6 °F)よりも低かったであろうと信じられている。そして、先に述べた2002年から2019年までの衛星観測データでは、詳しい場所は不明であるが、南極大陸内にて2016年に−110.9 °C (−167.6 °F)の地表面温度が観測されたと発表されている。この他、2004年から2016年までの南極大陸における地表面温度のAquaとテラによる衛星観測について2018年に発表された論文によれば、東南極高原の到達不能極基地跡近くの南緯82度04分 東経60度43分 / 南緯82.07度 東経60.72度の地点において2004年7月23日（協定世界時）に観測された−98.63 °C (−145.5 °F)の地表面温度が、この観測による地表面温度の最低記録であり、この他にも、12年間でドームAから到達不能極基地跡にかけての一帯を中心に100か所ほどで−98 °C (−144.4 °F)以下の地表面温度が観測されたという。また2018年12月29日に赤道付近の太平洋上空で観測衛星による赤外線解析で-111.2℃を記録した。

## 歴史的経過
1838年1月21日、ロシア帝国の商人ニベロフはヤクーツクで−60 °C (−76 °F; 213 K)を観測した。1885年1月15日、H.ワイルドはベルホヤンスクで−68 °C (−90 °F; 205 K)が記録されたことを報告した。その後、1892年2月には同じ場所で−69.8 °C (−93.6 °F; 203.3 K)の気温が観測されたことが報告された。さらに、ソビエト連邦の研究者が1933年2月に、ベルホヤンスクの南東約650 km (400 mi)にあるオイミャコンで−67.7 °C (−89.9 °F; 205.5 K)が観測されたことを報告した。この記録は1940年代の間にソビエト連邦の文献で世界の最低気温記録として報告され、ベルホヤンスクの記録は遡及して−67.6 °C (−89.7 °F; 205.6 K)と訂正された。
次の信頼できる観測は1957年に南極大陸のアムンゼン・スコット基地で行われ、5月11日に−73.6 °C (−100.5 °F; 199.6 K)、9月17日に−74.5 °C (−102.1 °F; 198.7 K)が観測された。その後、1960年8月24日に南極高原にあるソビエト連邦のボストーク基地で−88.3 °C (−126.9 °F; 184.8 K)が記録された。この記録は、1983年7月21日にボストーク基地で−89.2 °C (−128.6 °F; 184.0 K)が記録されるまで、世界の最低気温記録であった。1983年の記録は、直接観測の気温としては、現在でも世界の最低気温記録である。